# Расстояние Чебышёва
|   | a | b | c | d | e | f | g | h |   |
| - | --- | --- | --- | --- | --- | --- | --- | --- | - |
| 8 | a8 пять · b8 четыре · c8 три · d8 два · e8 два · f8 два · g8 два · h8 два · a7 пять · b7 четыре · c7 три · d7 два · e7 один · f7 один · g7 один · h7 два · a6 пять · b6 четыре · c6 три · d6 два · e6 один · f6 белый король · g6 один · h6 два · a5 пять · b5 четыре · c5 три · d5 два · e5 один · f5 один · g5 один · h5 два · a4 пять · b4 четыре · c4 три · d4 два · e4 два · f4 два · g4 два · h4 два · a3 пять · b3 четыре · c3 три · d3 три · e3 три · f3 три · g3 три · h3 три · a2 пять · b2 четыре · c2 четыре · d2 четыре · e2 четыре · f2 четыре · g2 четыре · h2 четыре · a1 пять · b1 пять · c1 пять · d1 пять · e1 пять · f1 пять · g1 пять · h1 пять | a8 пять · b8 четыре · c8 три · d8 два · e8 два · f8 два · g8 два · h8 два · a7 пять · b7 четыре · c7 три · d7 два · e7 один · f7 один · g7 один · h7 два · a6 пять · b6 четыре · c6 три · d6 два · e6 один · f6 белый король · g6 один · h6 два · a5 пять · b5 четыре · c5 три · d5 два · e5 один · f5 один · g5 один · h5 два · a4 пять · b4 четыре · c4 три · d4 два · e4 два · f4 два · g4 два · h4 два · a3 пять · b3 четыре · c3 три · d3 три · e3 три · f3 три · g3 три · h3 три · a2 пять · b2 четыре · c2 четыре · d2 четыре · e2 четыре · f2 четыре · g2 четыре · h2 четыре · a1 пять · b1 пять · c1 пять · d1 пять · e1 пять · f1 пять · g1 пять · h1 пять | a8 пять · b8 четыре · c8 три · d8 два · e8 два · f8 два · g8 два · h8 два · a7 пять · b7 четыре · c7 три · d7 два · e7 один · f7 один · g7 один · h7 два · a6 пять · b6 четыре · c6 три · d6 два · e6 один · f6 белый король · g6 один · h6 два · a5 пять · b5 четыре · c5 три · d5 два · e5 один · f5 один · g5 один · h5 два · a4 пять · b4 четыре · c4 три · d4 два · e4 два · f4 два · g4 два · h4 два · a3 пять · b3 четыре · c3 три · d3 три · e3 три · f3 три · g3 три · h3 три · a2 пять · b2 четыре · c2 четыре · d2 четыре · e2 четыре · f2 четыре · g2 четыре · h2 четыре · a1 пять · b1 пять · c1 пять · d1 пять · e1 пять · f1 пять · g1 пять · h1 пять | a8 пять · b8 четыре · c8 три · d8 два · e8 два · f8 два · g8 два · h8 два · a7 пять · b7 четыре · c7 три · d7 два · e7 один · f7 один · g7 один · h7 два · a6 пять · b6 четыре · c6 три · d6 два · e6 один · f6 белый король · g6 один · h6 два · a5 пять · b5 четыре · c5 три · d5 два · e5 один · f5 один · g5 один · h5 два · a4 пять · b4 четыре · c4 три · d4 два · e4 два · f4 два · g4 два · h4 два · a3 пять · b3 четыре · c3 три · d3 три · e3 три · f3 три · g3 три · h3 три · a2 пять · b2 четыре · c2 четыре · d2 четыре · e2 четыре · f2 четыре · g2 четыре · h2 четыре · a1 пять · b1 пять · c1 пять · d1 пять · e1 пять · f1 пять · g1 пять · h1 пять | a8 пять · b8 четыре · c8 три · d8 два · e8 два · f8 два · g8 два · h8 два · a7 пять · b7 четыре · c7 три · d7 два · e7 один · f7 один · g7 один · h7 два · a6 пять · b6 четыре · c6 три · d6 два · e6 один · f6 белый король · g6 один · h6 два · a5 пять · b5 четыре · c5 три · d5 два · e5 один · f5 один · g5 один · h5 два · a4 пять · b4 четыре · c4 три · d4 два · e4 два · f4 два · g4 два · h4 два · a3 пять · b3 четыре · c3 три · d3 три · e3 три · f3 три · g3 три · h3 три · a2 пять · b2 четыре · c2 четыре · d2 четыре · e2 четыре · f2 четыре · g2 четыре · h2 четыре · a1 пять · b1 пять · c1 пять · d1 пять · e1 пять · f1 пять · g1 пять · h1 пять | a8 пять · b8 четыре · c8 три · d8 два · e8 два · f8 два · g8 два · h8 два · a7 пять · b7 четыре · c7 три · d7 два · e7 один · f7 один · g7 один · h7 два · a6 пять · b6 четыре · c6 три · d6 два · e6 один · f6 белый король · g6 один · h6 два · a5 пять · b5 четыре · c5 три · d5 два · e5 один · f5 один · g5 один · h5 два · a4 пять · b4 четыре · c4 три · d4 два · e4 два · f4 два · g4 два · h4 два · a3 пять · b3 четыре · c3 три · d3 три · e3 три · f3 три · g3 три · h3 три · a2 пять · b2 четыре · c2 четыре · d2 четыре · e2 четыре · f2 четыре · g2 четыре · h2 четыре · a1 пять · b1 пять · c1 пять · d1 пять · e1 пять · f1 пять · g1 пять · h1 пять | a8 пять · b8 четыре · c8 три · d8 два · e8 два · f8 два · g8 два · h8 два · a7 пять · b7 четыре · c7 три · d7 два · e7 один · f7 один · g7 один · h7 два · a6 пять · b6 четыре · c6 три · d6 два · e6 один · f6 белый король · g6 один · h6 два · a5 пять · b5 четыре · c5 три · d5 два · e5 один · f5 один · g5 один · h5 два · a4 пять · b4 четыре · c4 три · d4 два · e4 два · f4 два · g4 два · h4 два · a3 пять · b3 четыре · c3 три · d3 три · e3 три · f3 три · g3 три · h3 три · a2 пять · b2 четыре · c2 четыре · d2 четыре · e2 четыре · f2 четыре · g2 четыре · h2 четыре · a1 пять · b1 пять · c1 пять · d1 пять · e1 пять · f1 пять · g1 пять · h1 пять | a8 пять · b8 четыре · c8 три · d8 два · e8 два · f8 два · g8 два · h8 два · a7 пять · b7 четыре · c7 три · d7 два · e7 один · f7 один · g7 один · h7 два · a6 пять · b6 четыре · c6 три · d6 два · e6 один · f6 белый король · g6 один · h6 два · a5 пять · b5 четыре · c5 три · d5 два · e5 один · f5 один · g5 один · h5 два · a4 пять · b4 четыре · c4 три · d4 два · e4 два · f4 два · g4 два · h4 два · a3 пять · b3 четыре · c3 три · d3 три · e3 три · f3 три · g3 три · h3 три · a2 пять · b2 четыре · c2 четыре · d2 четыре · e2 четыре · f2 четыре · g2 четыре · h2 четыре · a1 пять · b1 пять · c1 пять · d1 пять · e1 пять · f1 пять · g1 пять · h1 пять | 8 |
| 7 | a8 пять · b8 четыре · c8 три · d8 два · e8 два · f8 два · g8 два · h8 два · a7 пять · b7 четыре · c7 три · d7 два · e7 один · f7 один · g7 один · h7 два · a6 пять · b6 четыре · c6 три · d6 два · e6 один · f6 белый король · g6 один · h6 два · a5 пять · b5 четыре · c5 три · d5 два · e5 один · f5 один · g5 один · h5 два · a4 пять · b4 четыре · c4 три · d4 два · e4 два · f4 два · g4 два · h4 два · a3 пять · b3 четыре · c3 три · d3 три · e3 три · f3 три · g3 три · h3 три · a2 пять · b2 четыре · c2 четыре · d2 четыре · e2 четыре · f2 четыре · g2 четыре · h2 четыре · a1 пять · b1 пять · c1 пять · d1 пять · e1 пять · f1 пять · g1 пять · h1 пять | a8 пять · b8 четыре · c8 три · d8 два · e8 два · f8 два · g8 два · h8 два · a7 пять · b7 четыре · c7 три · d7 два · e7 один · f7 один · g7 один · h7 два · a6 пять · b6 четыре · c6 три · d6 два · e6 один · f6 белый король · g6 один · h6 два · a5 пять · b5 четыре · c5 три · d5 два · e5 один · f5 один · g5 один · h5 два · a4 пять · b4 четыре · c4 три · d4 два · e4 два · f4 два · g4 два · h4 два · a3 пять · b3 четыре · c3 три · d3 три · e3 три · f3 три · g3 три · h3 три · a2 пять · b2 четыре · c2 четыре · d2 четыре · e2 четыре · f2 четыре · g2 четыре · h2 четыре · a1 пять · b1 пять · c1 пять · d1 пять · e1 пять · f1 пять · g1 пять · h1 пять | a8 пять · b8 четыре · c8 три · d8 два · e8 два · f8 два · g8 два · h8 два · a7 пять · b7 четыре · c7 три · d7 два · e7 один · f7 один · g7 один · h7 два · a6 пять · b6 четыре · c6 три · d6 два · e6 один · f6 белый король · g6 один · h6 два · a5 пять · b5 четыре · c5 три · d5 два · e5 один · f5 один · g5 один · h5 два · a4 пять · b4 четыре · c4 три · d4 два · e4 два · f4 два · g4 два · h4 два · a3 пять · b3 четыре · c3 три · d3 три · e3 три · f3 три · g3 три · h3 три · a2 пять · b2 четыре · c2 четыре · d2 четыре · e2 четыре · f2 четыре · g2 четыре · h2 четыре · a1 пять · b1 пять · c1 пять · d1 пять · e1 пять · f1 пять · g1 пять · h1 пять | a8 пять · b8 четыре · c8 три · d8 два · e8 два · f8 два · g8 два · h8 два · a7 пять · b7 четыре · c7 три · d7 два · e7 один · f7 один · g7 один · h7 два · a6 пять · b6 четыре · c6 три · d6 два · e6 один · f6 белый король · g6 один · h6 два · a5 пять · b5 четыре · c5 три · d5 два · e5 один · f5 один · g5 один · h5 два · a4 пять · b4 четыре · c4 три · d4 два · e4 два · f4 два · g4 два · h4 два · a3 пять · b3 четыре · c3 три · d3 три · e3 три · f3 три · g3 три · h3 три · a2 пять · b2 четыре · c2 четыре · d2 четыре · e2 четыре · f2 четыре · g2 четыре · h2 четыре · a1 пять · b1 пять · c1 пять · d1 пять · e1 пять · f1 пять · g1 пять · h1 пять | a8 пять · b8 четыре · c8 три · d8 два · e8 два · f8 два · g8 два · h8 два · a7 пять · b7 четыре · c7 три · d7 два · e7 один · f7 один · g7 один · h7 два · a6 пять · b6 четыре · c6 три · d6 два · e6 один · f6 белый король · g6 один · h6 два · a5 пять · b5 четыре · c5 три · d5 два · e5 один · f5 один · g5 один · h5 два · a4 пять · b4 четыре · c4 три · d4 два · e4 два · f4 два · g4 два · h4 два · a3 пять · b3 четыре · c3 три · d3 три · e3 три · f3 три · g3 три · h3 три · a2 пять · b2 четыре · c2 четыре · d2 четыре · e2 четыре · f2 четыре · g2 четыре · h2 четыре · a1 пять · b1 пять · c1 пять · d1 пять · e1 пять · f1 пять · g1 пять · h1 пять | a8 пять · b8 четыре · c8 три · d8 два · e8 два · f8 два · g8 два · h8 два · a7 пять · b7 четыре · c7 три · d7 два · e7 один · f7 один · g7 один · h7 два · a6 пять · b6 четыре · c6 три · d6 два · e6 один · f6 белый король · g6 один · h6 два · a5 пять · b5 четыре · c5 три · d5 два · e5 один · f5 один · g5 один · h5 два · a4 пять · b4 четыре · c4 три · d4 два · e4 два · f4 два · g4 два · h4 два · a3 пять · b3 четыре · c3 три · d3 три · e3 три · f3 три · g3 три · h3 три · a2 пять · b2 четыре · c2 четыре · d2 четыре · e2 четыре · f2 четыре · g2 четыре · h2 четыре · a1 пять · b1 пять · c1 пять · d1 пять · e1 пять · f1 пять · g1 пять · h1 пять | a8 пять · b8 четыре · c8 три · d8 два · e8 два · f8 два · g8 два · h8 два · a7 пять · b7 четыре · c7 три · d7 два · e7 один · f7 один · g7 один · h7 два · a6 пять · b6 четыре · c6 три · d6 два · e6 один · f6 белый король · g6 один · h6 два · a5 пять · b5 четыре · c5 три · d5 два · e5 один · f5 один · g5 один · h5 два · a4 пять · b4 четыре · c4 три · d4 два · e4 два · f4 два · g4 два · h4 два · a3 пять · b3 четыре · c3 три · d3 три · e3 три · f3 три · g3 три · h3 три · a2 пять · b2 четыре · c2 четыре · d2 четыре · e2 четыре · f2 четыре · g2 четыре · h2 четыре · a1 пять · b1 пять · c1 пять · d1 пять · e1 пять · f1 пять · g1 пять · h1 пять | a8 пять · b8 четыре · c8 три · d8 два · e8 два · f8 два · g8 два · h8 два · a7 пять · b7 четыре · c7 три · d7 два · e7 один · f7 один · g7 один · h7 два · a6 пять · b6 четыре · c6 три · d6 два · e6 один · f6 белый король · g6 один · h6 два · a5 пять · b5 четыре · c5 три · d5 два · e5 один · f5 один · g5 один · h5 два · a4 пять · b4 четыре · c4 три · d4 два · e4 два · f4 два · g4 два · h4 два · a3 пять · b3 четыре · c3 три · d3 три · e3 три · f3 три · g3 три · h3 три · a2 пять · b2 четыре · c2 четыре · d2 четыре · e2 четыре · f2 четыре · g2 четыре · h2 четыре · a1 пять · b1 пять · c1 пять · d1 пять · e1 пять · f1 пять · g1 пять · h1 пять | 7 |
| 6 | a8 пять · b8 четыре · c8 три · d8 два · e8 два · f8 два · g8 два · h8 два · a7 пять · b7 четыре · c7 три · d7 два · e7 один · f7 один · g7 один · h7 два · a6 пять · b6 четыре · c6 три · d6 два · e6 один · f6 белый король · g6 один · h6 два · a5 пять · b5 четыре · c5 три · d5 два · e5 один · f5 один · g5 один · h5 два · a4 пять · b4 четыре · c4 три · d4 два · e4 два · f4 два · g4 два · h4 два · a3 пять · b3 четыре · c3 три · d3 три · e3 три · f3 три · g3 три · h3 три · a2 пять · b2 четыре · c2 четыре · d2 четыре · e2 четыре · f2 четыре · g2 четыре · h2 четыре · a1 пять · b1 пять · c1 пять · d1 пять · e1 пять · f1 пять · g1 пять · h1 пять | a8 пять · b8 четыре · c8 три · d8 два · e8 два · f8 два · g8 два · h8 два · a7 пять · b7 четыре · c7 три · d7 два · e7 один · f7 один · g7 один · h7 два · a6 пять · b6 четыре · c6 три · d6 два · e6 один · f6 белый король · g6 один · h6 два · a5 пять · b5 четыре · c5 три · d5 два · e5 один · f5 один · g5 один · h5 два · a4 пять · b4 четыре · c4 три · d4 два · e4 два · f4 два · g4 два · h4 два · a3 пять · b3 четыре · c3 три · d3 три · e3 три · f3 три · g3 три · h3 три · a2 пять · b2 четыре · c2 четыре · d2 четыре · e2 четыре · f2 четыре · g2 четыре · h2 четыре · a1 пять · b1 пять · c1 пять · d1 пять · e1 пять · f1 пять · g1 пять · h1 пять | a8 пять · b8 четыре · c8 три · d8 два · e8 два · f8 два · g8 два · h8 два · a7 пять · b7 четыре · c7 три · d7 два · e7 один · f7 один · g7 один · h7 два · a6 пять · b6 четыре · c6 три · d6 два · e6 один · f6 белый король · g6 один · h6 два · a5 пять · b5 четыре · c5 три · d5 два · e5 один · f5 один · g5 один · h5 два · a4 пять · b4 четыре · c4 три · d4 два · e4 два · f4 два · g4 два · h4 два · a3 пять · b3 четыре · c3 три · d3 три · e3 три · f3 три · g3 три · h3 три · a2 пять · b2 четыре · c2 четыре · d2 четыре · e2 четыре · f2 четыре · g2 четыре · h2 четыре · a1 пять · b1 пять · c1 пять · d1 пять · e1 пять · f1 пять · g1 пять · h1 пять | a8 пять · b8 четыре · c8 три · d8 два · e8 два · f8 два · g8 два · h8 два · a7 пять · b7 четыре · c7 три · d7 два · e7 один · f7 один · g7 один · h7 два · a6 пять · b6 четыре · c6 три · d6 два · e6 один · f6 белый король · g6 один · h6 два · a5 пять · b5 четыре · c5 три · d5 два · e5 один · f5 один · g5 один · h5 два · a4 пять · b4 четыре · c4 три · d4 два · e4 два · f4 два · g4 два · h4 два · a3 пять · b3 четыре · c3 три · d3 три · e3 три · f3 три · g3 три · h3 три · a2 пять · b2 четыре · c2 четыре · d2 четыре · e2 четыре · f2 четыре · g2 четыре · h2 четыре · a1 пять · b1 пять · c1 пять · d1 пять · e1 пять · f1 пять · g1 пять · h1 пять | a8 пять · b8 четыре · c8 три · d8 два · e8 два · f8 два · g8 два · h8 два · a7 пять · b7 четыре · c7 три · d7 два · e7 один · f7 один · g7 один · h7 два · a6 пять · b6 четыре · c6 три · d6 два · e6 один · f6 белый король · g6 один · h6 два · a5 пять · b5 четыре · c5 три · d5 два · e5 один · f5 один · g5 один · h5 два · a4 пять · b4 четыре · c4 три · d4 два · e4 два · f4 два · g4 два · h4 два · a3 пять · b3 четыре · c3 три · d3 три · e3 три · f3 три · g3 три · h3 три · a2 пять · b2 четыре · c2 четыре · d2 четыре · e2 четыре · f2 четыре · g2 четыре · h2 четыре · a1 пять · b1 пять · c1 пять · d1 пять · e1 пять · f1 пять · g1 пять · h1 пять | a8 пять · b8 четыре · c8 три · d8 два · e8 два · f8 два · g8 два · h8 два · a7 пять · b7 четыре · c7 три · d7 два · e7 один · f7 один · g7 один · h7 два · a6 пять · b6 четыре · c6 три · d6 два · e6 один · f6 белый король · g6 один · h6 два · a5 пять · b5 четыре · c5 три · d5 два · e5 один · f5 один · g5 один · h5 два · a4 пять · b4 четыре · c4 три · d4 два · e4 два · f4 два · g4 два · h4 два · a3 пять · b3 четыре · c3 три · d3 три · e3 три · f3 три · g3 три · h3 три · a2 пять · b2 четыре · c2 четыре · d2 четыре · e2 четыре · f2 четыре · g2 четыре · h2 четыре · a1 пять · b1 пять · c1 пять · d1 пять · e1 пять · f1 пять · g1 пять · h1 пять | a8 пять · b8 четыре · c8 три · d8 два · e8 два · f8 два · g8 два · h8 два · a7 пять · b7 четыре · c7 три · d7 два · e7 один · f7 один · g7 один · h7 два · a6 пять · b6 четыре · c6 три · d6 два · e6 один · f6 белый король · g6 один · h6 два · a5 пять · b5 четыре · c5 три · d5 два · e5 один · f5 один · g5 один · h5 два · a4 пять · b4 четыре · c4 три · d4 два · e4 два · f4 два · g4 два · h4 два · a3 пять · b3 четыре · c3 три · d3 три · e3 три · f3 три · g3 три · h3 три · a2 пять · b2 четыре · c2 четыре · d2 четыре · e2 четыре · f2 четыре · g2 четыре · h2 четыре · a1 пять · b1 пять · c1 пять · d1 пять · e1 пять · f1 пять · g1 пять · h1 пять | a8 пять · b8 четыре · c8 три · d8 два · e8 два · f8 два · g8 два · h8 два · a7 пять · b7 четыре · c7 три · d7 два · e7 один · f7 один · g7 один · h7 два · a6 пять · b6 четыре · c6 три · d6 два · e6 один · f6 белый король · g6 один · h6 два · a5 пять · b5 четыре · c5 три · d5 два · e5 один · f5 один · g5 один · h5 два · a4 пять · b4 четыре · c4 три · d4 два · e4 два · f4 два · g4 два · h4 два · a3 пять · b3 четыре · c3 три · d3 три · e3 три · f3 три · g3 три · h3 три · a2 пять · b2 четыре · c2 четыре · d2 четыре · e2 четыре · f2 четыре · g2 четыре · h2 четыре · a1 пять · b1 пять · c1 пять · d1 пять · e1 пять · f1 пять · g1 пять · h1 пять | 6 |
| 5 | a8 пять · b8 четыре · c8 три · d8 два · e8 два · f8 два · g8 два · h8 два · a7 пять · b7 четыре · c7 три · d7 два · e7 один · f7 один · g7 один · h7 два · a6 пять · b6 четыре · c6 три · d6 два · e6 один · f6 белый король · g6 один · h6 два · a5 пять · b5 четыре · c5 три · d5 два · e5 один · f5 один · g5 один · h5 два · a4 пять · b4 четыре · c4 три · d4 два · e4 два · f4 два · g4 два · h4 два · a3 пять · b3 четыре · c3 три · d3 три · e3 три · f3 три · g3 три · h3 три · a2 пять · b2 четыре · c2 четыре · d2 четыре · e2 четыре · f2 четыре · g2 четыре · h2 четыре · a1 пять · b1 пять · c1 пять · d1 пять · e1 пять · f1 пять · g1 пять · h1 пять | a8 пять · b8 четыре · c8 три · d8 два · e8 два · f8 два · g8 два · h8 два · a7 пять · b7 четыре · c7 три · d7 два · e7 один · f7 один · g7 один · h7 два · a6 пять · b6 четыре · c6 три · d6 два · e6 один · f6 белый король · g6 один · h6 два · a5 пять · b5 четыре · c5 три · d5 два · e5 один · f5 один · g5 один · h5 два · a4 пять · b4 четыре · c4 три · d4 два · e4 два · f4 два · g4 два · h4 два · a3 пять · b3 четыре · c3 три · d3 три · e3 три · f3 три · g3 три · h3 три · a2 пять · b2 четыре · c2 четыре · d2 четыре · e2 четыре · f2 четыре · g2 четыре · h2 четыре · a1 пять · b1 пять · c1 пять · d1 пять · e1 пять · f1 пять · g1 пять · h1 пять | a8 пять · b8 четыре · c8 три · d8 два · e8 два · f8 два · g8 два · h8 два · a7 пять · b7 четыре · c7 три · d7 два · e7 один · f7 один · g7 один · h7 два · a6 пять · b6 четыре · c6 три · d6 два · e6 один · f6 белый король · g6 один · h6 два · a5 пять · b5 четыре · c5 три · d5 два · e5 один · f5 один · g5 один · h5 два · a4 пять · b4 четыре · c4 три · d4 два · e4 два · f4 два · g4 два · h4 два · a3 пять · b3 четыре · c3 три · d3 три · e3 три · f3 три · g3 три · h3 три · a2 пять · b2 четыре · c2 четыре · d2 четыре · e2 четыре · f2 четыре · g2 четыре · h2 четыре · a1 пять · b1 пять · c1 пять · d1 пять · e1 пять · f1 пять · g1 пять · h1 пять | a8 пять · b8 четыре · c8 три · d8 два · e8 два · f8 два · g8 два · h8 два · a7 пять · b7 четыре · c7 три · d7 два · e7 один · f7 один · g7 один · h7 два · a6 пять · b6 четыре · c6 три · d6 два · e6 один · f6 белый король · g6 один · h6 два · a5 пять · b5 четыре · c5 три · d5 два · e5 один · f5 один · g5 один · h5 два · a4 пять · b4 четыре · c4 три · d4 два · e4 два · f4 два · g4 два · h4 два · a3 пять · b3 четыре · c3 три · d3 три · e3 три · f3 три · g3 три · h3 три · a2 пять · b2 четыре · c2 четыре · d2 четыре · e2 четыре · f2 четыре · g2 четыре · h2 четыре · a1 пять · b1 пять · c1 пять · d1 пять · e1 пять · f1 пять · g1 пять · h1 пять | a8 пять · b8 четыре · c8 три · d8 два · e8 два · f8 два · g8 два · h8 два · a7 пять · b7 четыре · c7 три · d7 два · e7 один · f7 один · g7 один · h7 два · a6 пять · b6 четыре · c6 три · d6 два · e6 один · f6 белый король · g6 один · h6 два · a5 пять · b5 четыре · c5 три · d5 два · e5 один · f5 один · g5 один · h5 два · a4 пять · b4 четыре · c4 три · d4 два · e4 два · f4 два · g4 два · h4 два · a3 пять · b3 четыре · c3 три · d3 три · e3 три · f3 три · g3 три · h3 три · a2 пять · b2 четыре · c2 четыре · d2 четыре · e2 четыре · f2 четыре · g2 четыре · h2 четыре · a1 пять · b1 пять · c1 пять · d1 пять · e1 пять · f1 пять · g1 пять · h1 пять | a8 пять · b8 четыре · c8 три · d8 два · e8 два · f8 два · g8 два · h8 два · a7 пять · b7 четыре · c7 три · d7 два · e7 один · f7 один · g7 один · h7 два · a6 пять · b6 четыре · c6 три · d6 два · e6 один · f6 белый король · g6 один · h6 два · a5 пять · b5 четыре · c5 три · d5 два · e5 один · f5 один · g5 один · h5 два · a4 пять · b4 четыре · c4 три · d4 два · e4 два · f4 два · g4 два · h4 два · a3 пять · b3 четыре · c3 три · d3 три · e3 три · f3 три · g3 три · h3 три · a2 пять · b2 четыре · c2 четыре · d2 четыре · e2 четыре · f2 четыре · g2 четыре · h2 четыре · a1 пять · b1 пять · c1 пять · d1 пять · e1 пять · f1 пять · g1 пять · h1 пять | a8 пять · b8 четыре · c8 три · d8 два · e8 два · f8 два · g8 два · h8 два · a7 пять · b7 четыре · c7 три · d7 два · e7 один · f7 один · g7 один · h7 два · a6 пять · b6 четыре · c6 три · d6 два · e6 один · f6 белый король · g6 один · h6 два · a5 пять · b5 четыре · c5 три · d5 два · e5 один · f5 один · g5 один · h5 два · a4 пять · b4 четыре · c4 три · d4 два · e4 два · f4 два · g4 два · h4 два · a3 пять · b3 четыре · c3 три · d3 три · e3 три · f3 три · g3 три · h3 три · a2 пять · b2 четыре · c2 четыре · d2 четыре · e2 четыре · f2 четыре · g2 четыре · h2 четыре · a1 пять · b1 пять · c1 пять · d1 пять · e1 пять · f1 пять · g1 пять · h1 пять | a8 пять · b8 четыре · c8 три · d8 два · e8 два · f8 два · g8 два · h8 два · a7 пять · b7 четыре · c7 три · d7 два · e7 один · f7 один · g7 один · h7 два · a6 пять · b6 четыре · c6 три · d6 два · e6 один · f6 белый король · g6 один · h6 два · a5 пять · b5 четыре · c5 три · d5 два · e5 один · f5 один · g5 один · h5 два · a4 пять · b4 четыре · c4 три · d4 два · e4 два · f4 два · g4 два · h4 два · a3 пять · b3 четыре · c3 три · d3 три · e3 три · f3 три · g3 три · h3 три · a2 пять · b2 четыре · c2 четыре · d2 четыре · e2 четыре · f2 четыре · g2 четыре · h2 четыре · a1 пять · b1 пять · c1 пять · d1 пять · e1 пять · f1 пять · g1 пять · h1 пять | 5 |
| 4 | a8 пять · b8 четыре · c8 три · d8 два · e8 два · f8 два · g8 два · h8 два · a7 пять · b7 четыре · c7 три · d7 два · e7 один · f7 один · g7 один · h7 два · a6 пять · b6 четыре · c6 три · d6 два · e6 один · f6 белый король · g6 один · h6 два · a5 пять · b5 четыре · c5 три · d5 два · e5 один · f5 один · g5 один · h5 два · a4 пять · b4 четыре · c4 три · d4 два · e4 два · f4 два · g4 два · h4 два · a3 пять · b3 четыре · c3 три · d3 три · e3 три · f3 три · g3 три · h3 три · a2 пять · b2 четыре · c2 четыре · d2 четыре · e2 четыре · f2 четыре · g2 четыре · h2 четыре · a1 пять · b1 пять · c1 пять · d1 пять · e1 пять · f1 пять · g1 пять · h1 пять | a8 пять · b8 четыре · c8 три · d8 два · e8 два · f8 два · g8 два · h8 два · a7 пять · b7 четыре · c7 три · d7 два · e7 один · f7 один · g7 один · h7 два · a6 пять · b6 четыре · c6 три · d6 два · e6 один · f6 белый король · g6 один · h6 два · a5 пять · b5 четыре · c5 три · d5 два · e5 один · f5 один · g5 один · h5 два · a4 пять · b4 четыре · c4 три · d4 два · e4 два · f4 два · g4 два · h4 два · a3 пять · b3 четыре · c3 три · d3 три · e3 три · f3 три · g3 три · h3 три · a2 пять · b2 четыре · c2 четыре · d2 четыре · e2 четыре · f2 четыре · g2 четыре · h2 четыре · a1 пять · b1 пять · c1 пять · d1 пять · e1 пять · f1 пять · g1 пять · h1 пять | a8 пять · b8 четыре · c8 три · d8 два · e8 два · f8 два · g8 два · h8 два · a7 пять · b7 четыре · c7 три · d7 два · e7 один · f7 один · g7 один · h7 два · a6 пять · b6 четыре · c6 три · d6 два · e6 один · f6 белый король · g6 один · h6 два · a5 пять · b5 четыре · c5 три · d5 два · e5 один · f5 один · g5 один · h5 два · a4 пять · b4 четыре · c4 три · d4 два · e4 два · f4 два · g4 два · h4 два · a3 пять · b3 четыре · c3 три · d3 три · e3 три · f3 три · g3 три · h3 три · a2 пять · b2 четыре · c2 четыре · d2 четыре · e2 четыре · f2 четыре · g2 четыре · h2 четыре · a1 пять · b1 пять · c1 пять · d1 пять · e1 пять · f1 пять · g1 пять · h1 пять | a8 пять · b8 четыре · c8 три · d8 два · e8 два · f8 два · g8 два · h8 два · a7 пять · b7 четыре · c7 три · d7 два · e7 один · f7 один · g7 один · h7 два · a6 пять · b6 четыре · c6 три · d6 два · e6 один · f6 белый король · g6 один · h6 два · a5 пять · b5 четыре · c5 три · d5 два · e5 один · f5 один · g5 один · h5 два · a4 пять · b4 четыре · c4 три · d4 два · e4 два · f4 два · g4 два · h4 два · a3 пять · b3 четыре · c3 три · d3 три · e3 три · f3 три · g3 три · h3 три · a2 пять · b2 четыре · c2 четыре · d2 четыре · e2 четыре · f2 четыре · g2 четыре · h2 четыре · a1 пять · b1 пять · c1 пять · d1 пять · e1 пять · f1 пять · g1 пять · h1 пять | a8 пять · b8 четыре · c8 три · d8 два · e8 два · f8 два · g8 два · h8 два · a7 пять · b7 четыре · c7 три · d7 два · e7 один · f7 один · g7 один · h7 два · a6 пять · b6 четыре · c6 три · d6 два · e6 один · f6 белый король · g6 один · h6 два · a5 пять · b5 четыре · c5 три · d5 два · e5 один · f5 один · g5 один · h5 два · a4 пять · b4 четыре · c4 три · d4 два · e4 два · f4 два · g4 два · h4 два · a3 пять · b3 четыре · c3 три · d3 три · e3 три · f3 три · g3 три · h3 три · a2 пять · b2 четыре · c2 четыре · d2 четыре · e2 четыре · f2 четыре · g2 четыре · h2 четыре · a1 пять · b1 пять · c1 пять · d1 пять · e1 пять · f1 пять · g1 пять · h1 пять | a8 пять · b8 четыре · c8 три · d8 два · e8 два · f8 два · g8 два · h8 два · a7 пять · b7 четыре · c7 три · d7 два · e7 один · f7 один · g7 один · h7 два · a6 пять · b6 четыре · c6 три · d6 два · e6 один · f6 белый король · g6 один · h6 два · a5 пять · b5 четыре · c5 три · d5 два · e5 один · f5 один · g5 один · h5 два · a4 пять · b4 четыре · c4 три · d4 два · e4 два · f4 два · g4 два · h4 два · a3 пять · b3 четыре · c3 три · d3 три · e3 три · f3 три · g3 три · h3 три · a2 пять · b2 четыре · c2 четыре · d2 четыре · e2 четыре · f2 четыре · g2 четыре · h2 четыре · a1 пять · b1 пять · c1 пять · d1 пять · e1 пять · f1 пять · g1 пять · h1 пять | a8 пять · b8 четыре · c8 три · d8 два · e8 два · f8 два · g8 два · h8 два · a7 пять · b7 четыре · c7 три · d7 два · e7 один · f7 один · g7 один · h7 два · a6 пять · b6 четыре · c6 три · d6 два · e6 один · f6 белый король · g6 один · h6 два · a5 пять · b5 четыре · c5 три · d5 два · e5 один · f5 один · g5 один · h5 два · a4 пять · b4 четыре · c4 три · d4 два · e4 два · f4 два · g4 два · h4 два · a3 пять · b3 четыре · c3 три · d3 три · e3 три · f3 три · g3 три · h3 три · a2 пять · b2 четыре · c2 четыре · d2 четыре · e2 четыре · f2 четыре · g2 четыре · h2 четыре · a1 пять · b1 пять · c1 пять · d1 пять · e1 пять · f1 пять · g1 пять · h1 пять | a8 пять · b8 четыре · c8 три · d8 два · e8 два · f8 два · g8 два · h8 два · a7 пять · b7 четыре · c7 три · d7 два · e7 один · f7 один · g7 один · h7 два · a6 пять · b6 четыре · c6 три · d6 два · e6 один · f6 белый король · g6 один · h6 два · a5 пять · b5 четыре · c5 три · d5 два · e5 один · f5 один · g5 один · h5 два · a4 пять · b4 четыре · c4 три · d4 два · e4 два · f4 два · g4 два · h4 два · a3 пять · b3 четыре · c3 три · d3 три · e3 три · f3 три · g3 три · h3 три · a2 пять · b2 четыре · c2 четыре · d2 четыре · e2 четыре · f2 четыре · g2 четыре · h2 четыре · a1 пять · b1 пять · c1 пять · d1 пять · e1 пять · f1 пять · g1 пять · h1 пять | 4 |
| 3 | a8 пять · b8 четыре · c8 три · d8 два · e8 два · f8 два · g8 два · h8 два · a7 пять · b7 четыре · c7 три · d7 два · e7 один · f7 один · g7 один · h7 два · a6 пять · b6 четыре · c6 три · d6 два · e6 один · f6 белый король · g6 один · h6 два · a5 пять · b5 четыре · c5 три · d5 два · e5 один · f5 один · g5 один · h5 два · a4 пять · b4 четыре · c4 три · d4 два · e4 два · f4 два · g4 два · h4 два · a3 пять · b3 четыре · c3 три · d3 три · e3 три · f3 три · g3 три · h3 три · a2 пять · b2 четыре · c2 четыре · d2 четыре · e2 четыре · f2 четыре · g2 четыре · h2 четыре · a1 пять · b1 пять · c1 пять · d1 пять · e1 пять · f1 пять · g1 пять · h1 пять | a8 пять · b8 четыре · c8 три · d8 два · e8 два · f8 два · g8 два · h8 два · a7 пять · b7 четыре · c7 три · d7 два · e7 один · f7 один · g7 один · h7 два · a6 пять · b6 четыре · c6 три · d6 два · e6 один · f6 белый король · g6 один · h6 два · a5 пять · b5 четыре · c5 три · d5 два · e5 один · f5 один · g5 один · h5 два · a4 пять · b4 четыре · c4 три · d4 два · e4 два · f4 два · g4 два · h4 два · a3 пять · b3 четыре · c3 три · d3 три · e3 три · f3 три · g3 три · h3 три · a2 пять · b2 четыре · c2 четыре · d2 четыре · e2 четыре · f2 четыре · g2 четыре · h2 четыре · a1 пять · b1 пять · c1 пять · d1 пять · e1 пять · f1 пять · g1 пять · h1 пять | a8 пять · b8 четыре · c8 три · d8 два · e8 два · f8 два · g8 два · h8 два · a7 пять · b7 четыре · c7 три · d7 два · e7 один · f7 один · g7 один · h7 два · a6 пять · b6 четыре · c6 три · d6 два · e6 один · f6 белый король · g6 один · h6 два · a5 пять · b5 четыре · c5 три · d5 два · e5 один · f5 один · g5 один · h5 два · a4 пять · b4 четыре · c4 три · d4 два · e4 два · f4 два · g4 два · h4 два · a3 пять · b3 четыре · c3 три · d3 три · e3 три · f3 три · g3 три · h3 три · a2 пять · b2 четыре · c2 четыре · d2 четыре · e2 четыре · f2 четыре · g2 четыре · h2 четыре · a1 пять · b1 пять · c1 пять · d1 пять · e1 пять · f1 пять · g1 пять · h1 пять | a8 пять · b8 четыре · c8 три · d8 два · e8 два · f8 два · g8 два · h8 два · a7 пять · b7 четыре · c7 три · d7 два · e7 один · f7 один · g7 один · h7 два · a6 пять · b6 четыре · c6 три · d6 два · e6 один · f6 белый король · g6 один · h6 два · a5 пять · b5 четыре · c5 три · d5 два · e5 один · f5 один · g5 один · h5 два · a4 пять · b4 четыре · c4 три · d4 два · e4 два · f4 два · g4 два · h4 два · a3 пять · b3 четыре · c3 три · d3 три · e3 три · f3 три · g3 три · h3 три · a2 пять · b2 четыре · c2 четыре · d2 четыре · e2 четыре · f2 четыре · g2 четыре · h2 четыре · a1 пять · b1 пять · c1 пять · d1 пять · e1 пять · f1 пять · g1 пять · h1 пять | a8 пять · b8 четыре · c8 три · d8 два · e8 два · f8 два · g8 два · h8 два · a7 пять · b7 четыре · c7 три · d7 два · e7 один · f7 один · g7 один · h7 два · a6 пять · b6 четыре · c6 три · d6 два · e6 один · f6 белый король · g6 один · h6 два · a5 пять · b5 четыре · c5 три · d5 два · e5 один · f5 один · g5 один · h5 два · a4 пять · b4 четыре · c4 три · d4 два · e4 два · f4 два · g4 два · h4 два · a3 пять · b3 четыре · c3 три · d3 три · e3 три · f3 три · g3 три · h3 три · a2 пять · b2 четыре · c2 четыре · d2 четыре · e2 четыре · f2 четыре · g2 четыре · h2 четыре · a1 пять · b1 пять · c1 пять · d1 пять · e1 пять · f1 пять · g1 пять · h1 пять | a8 пять · b8 четыре · c8 три · d8 два · e8 два · f8 два · g8 два · h8 два · a7 пять · b7 четыре · c7 три · d7 два · e7 один · f7 один · g7 один · h7 два · a6 пять · b6 четыре · c6 три · d6 два · e6 один · f6 белый король · g6 один · h6 два · a5 пять · b5 четыре · c5 три · d5 два · e5 один · f5 один · g5 один · h5 два · a4 пять · b4 четыре · c4 три · d4 два · e4 два · f4 два · g4 два · h4 два · a3 пять · b3 четыре · c3 три · d3 три · e3 три · f3 три · g3 три · h3 три · a2 пять · b2 четыре · c2 четыре · d2 четыре · e2 четыре · f2 четыре · g2 четыре · h2 четыре · a1 пять · b1 пять · c1 пять · d1 пять · e1 пять · f1 пять · g1 пять · h1 пять | a8 пять · b8 четыре · c8 три · d8 два · e8 два · f8 два · g8 два · h8 два · a7 пять · b7 четыре · c7 три · d7 два · e7 один · f7 один · g7 один · h7 два · a6 пять · b6 четыре · c6 три · d6 два · e6 один · f6 белый король · g6 один · h6 два · a5 пять · b5 четыре · c5 три · d5 два · e5 один · f5 один · g5 один · h5 два · a4 пять · b4 четыре · c4 три · d4 два · e4 два · f4 два · g4 два · h4 два · a3 пять · b3 четыре · c3 три · d3 три · e3 три · f3 три · g3 три · h3 три · a2 пять · b2 четыре · c2 четыре · d2 четыре · e2 четыре · f2 четыре · g2 четыре · h2 четыре · a1 пять · b1 пять · c1 пять · d1 пять · e1 пять · f1 пять · g1 пять · h1 пять | a8 пять · b8 четыре · c8 три · d8 два · e8 два · f8 два · g8 два · h8 два · a7 пять · b7 четыре · c7 три · d7 два · e7 один · f7 один · g7 один · h7 два · a6 пять · b6 четыре · c6 три · d6 два · e6 один · f6 белый король · g6 один · h6 два · a5 пять · b5 четыре · c5 три · d5 два · e5 один · f5 один · g5 один · h5 два · a4 пять · b4 четыре · c4 три · d4 два · e4 два · f4 два · g4 два · h4 два · a3 пять · b3 четыре · c3 три · d3 три · e3 три · f3 три · g3 три · h3 три · a2 пять · b2 четыре · c2 четыре · d2 четыре · e2 четыре · f2 четыре · g2 четыре · h2 четыре · a1 пять · b1 пять · c1 пять · d1 пять · e1 пять · f1 пять · g1 пять · h1 пять | 3 |
| 2 | a8 пять · b8 четыре · c8 три · d8 два · e8 два · f8 два · g8 два · h8 два · a7 пять · b7 четыре · c7 три · d7 два · e7 один · f7 один · g7 один · h7 два · a6 пять · b6 четыре · c6 три · d6 два · e6 один · f6 белый король · g6 один · h6 два · a5 пять · b5 четыре · c5 три · d5 два · e5 один · f5 один · g5 один · h5 два · a4 пять · b4 четыре · c4 три · d4 два · e4 два · f4 два · g4 два · h4 два · a3 пять · b3 четыре · c3 три · d3 три · e3 три · f3 три · g3 три · h3 три · a2 пять · b2 четыре · c2 четыре · d2 четыре · e2 четыре · f2 четыре · g2 четыре · h2 четыре · a1 пять · b1 пять · c1 пять · d1 пять · e1 пять · f1 пять · g1 пять · h1 пять | a8 пять · b8 четыре · c8 три · d8 два · e8 два · f8 два · g8 два · h8 два · a7 пять · b7 четыре · c7 три · d7 два · e7 один · f7 один · g7 один · h7 два · a6 пять · b6 четыре · c6 три · d6 два · e6 один · f6 белый король · g6 один · h6 два · a5 пять · b5 четыре · c5 три · d5 два · e5 один · f5 один · g5 один · h5 два · a4 пять · b4 четыре · c4 три · d4 два · e4 два · f4 два · g4 два · h4 два · a3 пять · b3 четыре · c3 три · d3 три · e3 три · f3 три · g3 три · h3 три · a2 пять · b2 четыре · c2 четыре · d2 четыре · e2 четыре · f2 четыре · g2 четыре · h2 четыре · a1 пять · b1 пять · c1 пять · d1 пять · e1 пять · f1 пять · g1 пять · h1 пять | a8 пять · b8 четыре · c8 три · d8 два · e8 два · f8 два · g8 два · h8 два · a7 пять · b7 четыре · c7 три · d7 два · e7 один · f7 один · g7 один · h7 два · a6 пять · b6 четыре · c6 три · d6 два · e6 один · f6 белый король · g6 один · h6 два · a5 пять · b5 четыре · c5 три · d5 два · e5 один · f5 один · g5 один · h5 два · a4 пять · b4 четыре · c4 три · d4 два · e4 два · f4 два · g4 два · h4 два · a3 пять · b3 четыре · c3 три · d3 три · e3 три · f3 три · g3 три · h3 три · a2 пять · b2 четыре · c2 четыре · d2 четыре · e2 четыре · f2 четыре · g2 четыре · h2 четыре · a1 пять · b1 пять · c1 пять · d1 пять · e1 пять · f1 пять · g1 пять · h1 пять | a8 пять · b8 четыре · c8 три · d8 два · e8 два · f8 два · g8 два · h8 два · a7 пять · b7 четыре · c7 три · d7 два · e7 один · f7 один · g7 один · h7 два · a6 пять · b6 четыре · c6 три · d6 два · e6 один · f6 белый король · g6 один · h6 два · a5 пять · b5 четыре · c5 три · d5 два · e5 один · f5 один · g5 один · h5 два · a4 пять · b4 четыре · c4 три · d4 два · e4 два · f4 два · g4 два · h4 два · a3 пять · b3 четыре · c3 три · d3 три · e3 три · f3 три · g3 три · h3 три · a2 пять · b2 четыре · c2 четыре · d2 четыре · e2 четыре · f2 четыре · g2 четыре · h2 четыре · a1 пять · b1 пять · c1 пять · d1 пять · e1 пять · f1 пять · g1 пять · h1 пять | a8 пять · b8 четыре · c8 три · d8 два · e8 два · f8 два · g8 два · h8 два · a7 пять · b7 четыре · c7 три · d7 два · e7 один · f7 один · g7 один · h7 два · a6 пять · b6 четыре · c6 три · d6 два · e6 один · f6 белый король · g6 один · h6 два · a5 пять · b5 четыре · c5 три · d5 два · e5 один · f5 один · g5 один · h5 два · a4 пять · b4 четыре · c4 три · d4 два · e4 два · f4 два · g4 два · h4 два · a3 пять · b3 четыре · c3 три · d3 три · e3 три · f3 три · g3 три · h3 три · a2 пять · b2 четыре · c2 четыре · d2 четыре · e2 четыре · f2 четыре · g2 четыре · h2 четыре · a1 пять · b1 пять · c1 пять · d1 пять · e1 пять · f1 пять · g1 пять · h1 пять | a8 пять · b8 четыре · c8 три · d8 два · e8 два · f8 два · g8 два · h8 два · a7 пять · b7 четыре · c7 три · d7 два · e7 один · f7 один · g7 один · h7 два · a6 пять · b6 четыре · c6 три · d6 два · e6 один · f6 белый король · g6 один · h6 два · a5 пять · b5 четыре · c5 три · d5 два · e5 один · f5 один · g5 один · h5 два · a4 пять · b4 четыре · c4 три · d4 два · e4 два · f4 два · g4 два · h4 два · a3 пять · b3 четыре · c3 три · d3 три · e3 три · f3 три · g3 три · h3 три · a2 пять · b2 четыре · c2 четыре · d2 четыре · e2 четыре · f2 четыре · g2 четыре · h2 четыре · a1 пять · b1 пять · c1 пять · d1 пять · e1 пять · f1 пять · g1 пять · h1 пять | a8 пять · b8 четыре · c8 три · d8 два · e8 два · f8 два · g8 два · h8 два · a7 пять · b7 четыре · c7 три · d7 два · e7 один · f7 один · g7 один · h7 два · a6 пять · b6 четыре · c6 три · d6 два · e6 один · f6 белый король · g6 один · h6 два · a5 пять · b5 четыре · c5 три · d5 два · e5 один · f5 один · g5 один · h5 два · a4 пять · b4 четыре · c4 три · d4 два · e4 два · f4 два · g4 два · h4 два · a3 пять · b3 четыре · c3 три · d3 три · e3 три · f3 три · g3 три · h3 три · a2 пять · b2 четыре · c2 четыре · d2 четыре · e2 четыре · f2 четыре · g2 четыре · h2 четыре · a1 пять · b1 пять · c1 пять · d1 пять · e1 пять · f1 пять · g1 пять · h1 пять | a8 пять · b8 четыре · c8 три · d8 два · e8 два · f8 два · g8 два · h8 два · a7 пять · b7 четыре · c7 три · d7 два · e7 один · f7 один · g7 один · h7 два · a6 пять · b6 четыре · c6 три · d6 два · e6 один · f6 белый король · g6 один · h6 два · a5 пять · b5 четыре · c5 три · d5 два · e5 один · f5 один · g5 один · h5 два · a4 пять · b4 четыре · c4 три · d4 два · e4 два · f4 два · g4 два · h4 два · a3 пять · b3 четыре · c3 три · d3 три · e3 три · f3 три · g3 три · h3 три · a2 пять · b2 четыре · c2 четыре · d2 четыре · e2 четыре · f2 четыре · g2 четыре · h2 четыре · a1 пять · b1 пять · c1 пять · d1 пять · e1 пять · f1 пять · g1 пять · h1 пять | 2 |
| 1 | a8 пять · b8 четыре · c8 три · d8 два · e8 два · f8 два · g8 два · h8 два · a7 пять · b7 четыре · c7 три · d7 два · e7 один · f7 один · g7 один · h7 два · a6 пять · b6 четыре · c6 три · d6 два · e6 один · f6 белый король · g6 один · h6 два · a5 пять · b5 четыре · c5 три · d5 два · e5 один · f5 один · g5 один · h5 два · a4 пять · b4 четыре · c4 три · d4 два · e4 два · f4 два · g4 два · h4 два · a3 пять · b3 четыре · c3 три · d3 три · e3 три · f3 три · g3 три · h3 три · a2 пять · b2 четыре · c2 четыре · d2 четыре · e2 четыре · f2 четыре · g2 четыре · h2 четыре · a1 пять · b1 пять · c1 пять · d1 пять · e1 пять · f1 пять · g1 пять · h1 пять | a8 пять · b8 четыре · c8 три · d8 два · e8 два · f8 два · g8 два · h8 два · a7 пять · b7 четыре · c7 три · d7 два · e7 один · f7 один · g7 один · h7 два · a6 пять · b6 четыре · c6 три · d6 два · e6 один · f6 белый король · g6 один · h6 два · a5 пять · b5 четыре · c5 три · d5 два · e5 один · f5 один · g5 один · h5 два · a4 пять · b4 четыре · c4 три · d4 два · e4 два · f4 два · g4 два · h4 два · a3 пять · b3 четыре · c3 три · d3 три · e3 три · f3 три · g3 три · h3 три · a2 пять · b2 четыре · c2 четыре · d2 четыре · e2 четыре · f2 четыре · g2 четыре · h2 четыре · a1 пять · b1 пять · c1 пять · d1 пять · e1 пять · f1 пять · g1 пять · h1 пять | a8 пять · b8 четыре · c8 три · d8 два · e8 два · f8 два · g8 два · h8 два · a7 пять · b7 четыре · c7 три · d7 два · e7 один · f7 один · g7 один · h7 два · a6 пять · b6 четыре · c6 три · d6 два · e6 один · f6 белый король · g6 один · h6 два · a5 пять · b5 четыре · c5 три · d5 два · e5 один · f5 один · g5 один · h5 два · a4 пять · b4 четыре · c4 три · d4 два · e4 два · f4 два · g4 два · h4 два · a3 пять · b3 четыре · c3 три · d3 три · e3 три · f3 три · g3 три · h3 три · a2 пять · b2 четыре · c2 четыре · d2 четыре · e2 четыре · f2 четыре · g2 четыре · h2 четыре · a1 пять · b1 пять · c1 пять · d1 пять · e1 пять · f1 пять · g1 пять · h1 пять | a8 пять · b8 четыре · c8 три · d8 два · e8 два · f8 два · g8 два · h8 два · a7 пять · b7 четыре · c7 три · d7 два · e7 один · f7 один · g7 один · h7 два · a6 пять · b6 четыре · c6 три · d6 два · e6 один · f6 белый король · g6 один · h6 два · a5 пять · b5 четыре · c5 три · d5 два · e5 один · f5 один · g5 один · h5 два · a4 пять · b4 четыре · c4 три · d4 два · e4 два · f4 два · g4 два · h4 два · a3 пять · b3 четыре · c3 три · d3 три · e3 три · f3 три · g3 три · h3 три · a2 пять · b2 четыре · c2 четыре · d2 четыре · e2 четыре · f2 четыре · g2 четыре · h2 четыре · a1 пять · b1 пять · c1 пять · d1 пять · e1 пять · f1 пять · g1 пять · h1 пять | a8 пять · b8 четыре · c8 три · d8 два · e8 два · f8 два · g8 два · h8 два · a7 пять · b7 четыре · c7 три · d7 два · e7 один · f7 один · g7 один · h7 два · a6 пять · b6 четыре · c6 три · d6 два · e6 один · f6 белый король · g6 один · h6 два · a5 пять · b5 четыре · c5 три · d5 два · e5 один · f5 один · g5 один · h5 два · a4 пять · b4 четыре · c4 три · d4 два · e4 два · f4 два · g4 два · h4 два · a3 пять · b3 четыре · c3 три · d3 три · e3 три · f3 три · g3 три · h3 три · a2 пять · b2 четыре · c2 четыре · d2 четыре · e2 четыре · f2 четыре · g2 четыре · h2 четыре · a1 пять · b1 пять · c1 пять · d1 пять · e1 пять · f1 пять · g1 пять · h1 пять | a8 пять · b8 четыре · c8 три · d8 два · e8 два · f8 два · g8 два · h8 два · a7 пять · b7 четыре · c7 три · d7 два · e7 один · f7 один · g7 один · h7 два · a6 пять · b6 четыре · c6 три · d6 два · e6 один · f6 белый король · g6 один · h6 два · a5 пять · b5 четыре · c5 три · d5 два · e5 один · f5 один · g5 один · h5 два · a4 пять · b4 четыре · c4 три · d4 два · e4 два · f4 два · g4 два · h4 два · a3 пять · b3 четыре · c3 три · d3 три · e3 три · f3 три · g3 три · h3 три · a2 пять · b2 четыре · c2 четыре · d2 четыре · e2 четыре · f2 четыре · g2 четыре · h2 четыре · a1 пять · b1 пять · c1 пять · d1 пять · e1 пять · f1 пять · g1 пять · h1 пять | a8 пять · b8 четыре · c8 три · d8 два · e8 два · f8 два · g8 два · h8 два · a7 пять · b7 четыре · c7 три · d7 два · e7 один · f7 один · g7 один · h7 два · a6 пять · b6 четыре · c6 три · d6 два · e6 один · f6 белый король · g6 один · h6 два · a5 пять · b5 четыре · c5 три · d5 два · e5 один · f5 один · g5 один · h5 два · a4 пять · b4 четыре · c4 три · d4 два · e4 два · f4 два · g4 два · h4 два · a3 пять · b3 четыре · c3 три · d3 три · e3 три · f3 три · g3 три · h3 три · a2 пять · b2 четыре · c2 четыре · d2 четыре · e2 четыре · f2 четыре · g2 четыре · h2 четыре · a1 пять · b1 пять · c1 пять · d1 пять · e1 пять · f1 пять · g1 пять · h1 пять | a8 пять · b8 четыре · c8 три · d8 два · e8 два · f8 два · g8 два · h8 два · a7 пять · b7 четыре · c7 три · d7 два · e7 один · f7 один · g7 один · h7 два · a6 пять · b6 четыре · c6 три · d6 два · e6 один · f6 белый король · g6 один · h6 два · a5 пять · b5 четыре · c5 три · d5 два · e5 один · f5 один · g5 один · h5 два · a4 пять · b4 четыре · c4 три · d4 два · e4 два · f4 два · g4 два · h4 два · a3 пять · b3 четыре · c3 три · d3 три · e3 три · f3 три · g3 три · h3 три · a2 пять · b2 четыре · c2 четыре · d2 четыре · e2 четыре · f2 четыре · g2 четыре · h2 четыре · a1 пять · b1 пять · c1 пять · d1 пять · e1 пять · f1 пять · g1 пять · h1 пять | 1 |
|   | a | b | c | d | e | f | g | h |   |

Расстоя́ние Чебышёва — метрика на векторном пространстве, задаваемая как максимум модуля разности компонент векторов. 
Названа в честь русского математика Пафнутия Чебышёва. Также называется метрикой Чебышёва, равномерной метрикой, {\displaystyle \sup }-метрикой и бокс-метрикой; на {\displaystyle \mathbb {Z} ^{n}} называется метрикой решётки, метрикой шахматной доски, метрикой хода короля и 8-метрикой.
Стандартное обозначение — {\displaystyle l_{\infty }}, поскольку является частным случаем метрик  пространств {\displaystyle l_{p}}:
{\displaystyle l_{\infty }({\vec {x}},{\vec {y}})=\max _{i=1,\dots ,n}|x_{i}-y_{i}|}.
Шар в этой метрике имеет форму куба, рёбра которого параллельны осям координат. Среди метрик {\displaystyle l_{p}} метрика Чебышёва имеет шар наибольшего объёма при фиксированном радиусе. Единичный шар имеет объём {\displaystyle 2^{n}}.